# Антонін Дворжак
А́нтонін-Ле́опольд Двόржак (чеськ. Antonín Leopold Dvořák МФА: [ˈantoɲiːn ˈlɛopolt ˈdvor̝aːk] вимоваⓘ) (8 вересня 1841 — 1 травня 1904) — чеський композитор i диригент епохи романтизму, слідом за Бедржихом Сметаною розвивав національні традиції й затвердив світове значення чеської музики та чеської музичної школи. Твори Дворжака, де часто проявляються мотиви й елементи народної музики Моравії та Богемії, вирізняються мелодійністю, багатством, розмаїтістю ритму й гармонії, барвистістю інструментування, стрункістю форми. До найвідоміших творів Дворжака належать Stabat Mater (1877), «Слов'янські танці» (1878, 1886), Реквієм (1890), Симфонія № 9 «З Нового світу» (1893), «Американський» струнний квартет (1893), Концерт для віолончелі з оркестром (1895) та опера «Русалка» (1900).

## Біографія

### Ранні роки

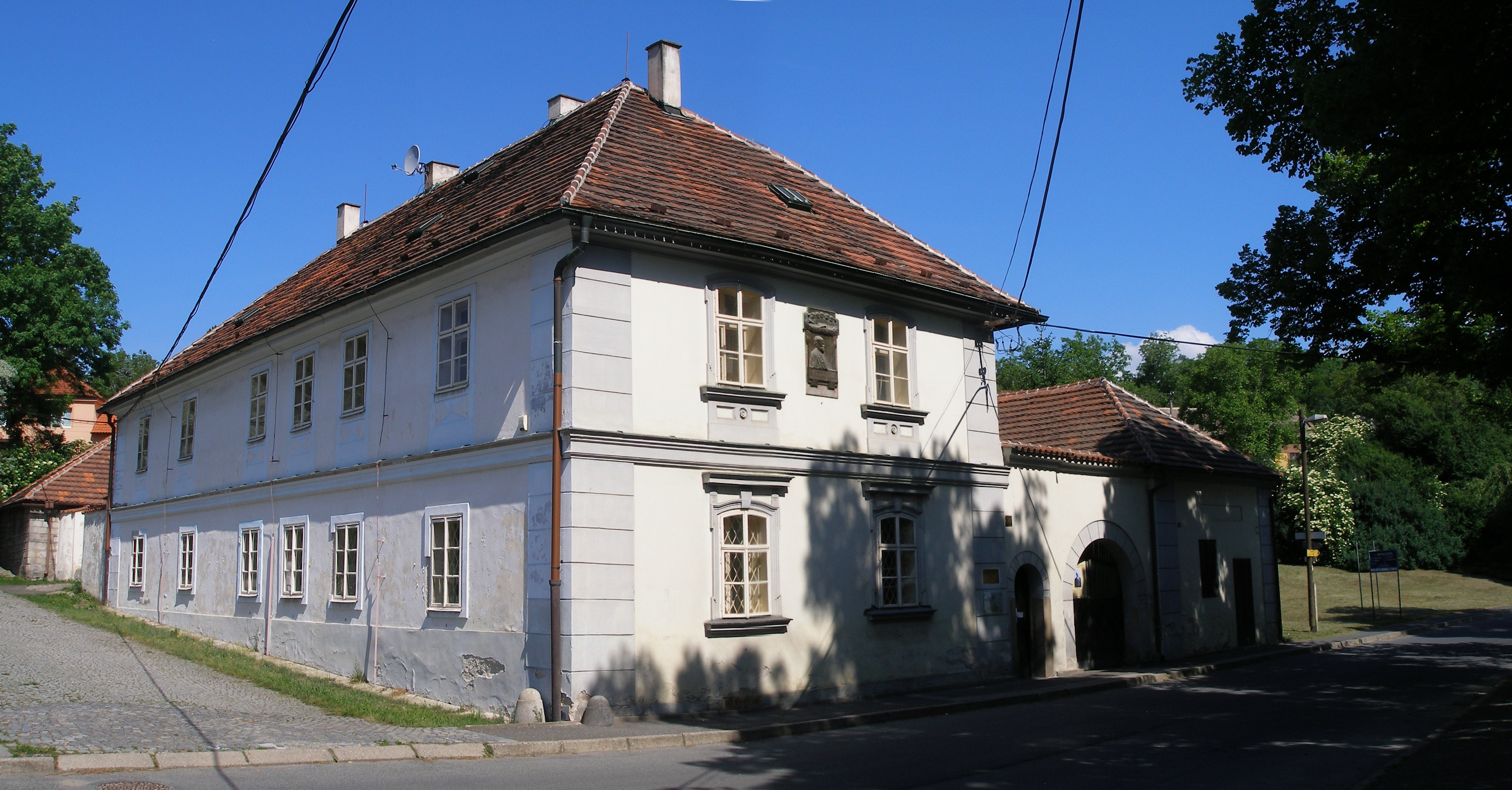
Будинок у Нелагозевсі, де народився композитор

Народився у Нелагозевсі, передмісті Праги у сім'ї Франтішека Дворжака (1814–1894) м'ясника, власника постоялого двору та Ганни Зденкової (1820–1882). Був першою дитиною у сім'ї з чотирнадцяти народжених і восьми дітей, що дожили до дорослого віку. Батько майбутнього композитора добре грав на цитрі й досить рано розпізнав обдарованість сина й вирішив віддати його до місцевої музичної школи, коли тому виповнилося шість років. Азів музики та гри на скрипці навчав сільський церковний органіст та вчитель музики у школі Йозеф Шпіц. Граючи на скрипці у сільському ансамблі та у церкві, проявив, на радість батькові, неабиякий талант та віртуозність. У 1853 батько настояв, щоб син переїхав до свого дядька по материнській лінії Антоніна Зденька у невелике містечко Злоніце для опанування професії різника та поглибленого вивчення німецької мови. Водночас він і далі займався музикою, вивчаючи її теорію та беручи уроки гри на фортепіано, органі, скрипці й альті у місцевих учителів-канторів Йозефа Томана та Антоніна Лєманна (нім. Antonín Liehmann). У листопаді 1856 року Дворжак отримав свідоцтво про закінчення навчання, а далі, щоб відкривати власну справу, слід було пройти річну практику. Оскільки в нього з німецькою не все було гаразд, батько відправив його на практику «до німців» — у місто Ческа-Каменіце, де переважало німецькомовне населення. Він відвідував німецьку школу й завдяки турботам Лєманна займався музикою: настоятель місцевого храму, випускник празької Органної школи Франтішек Ганке вчив хлопця теорії та гри на органі. Після закінчення навчання з оцінками «дуже добре» Дворжак повернувся у Злоніци, де його чекала радісна новина: Лєманн після важких умовлянь добився згоди батька Франтішека Дворжака звільнити сина від сімейної професії і дати можливість здобути музичну освіту в Празі.
У 1857 році Дворжак переїхав до Праги і вступив до Школи органістів, де почав складати музику. У його перших композиціях відчувається вплив композиторів-романтиків Р. Шумана, Ф. Ліста, Р. Вагнера. Його вчителями були Й. Звонарж і Ф. Блажек.

### Композитор та органіст
Закінчивши школу, Дворжак працював спочатку в празькому концертному ансамблі, а потім у відкритому 1862 року чеському «Тимчасовому театрі», яким керував відомий композитор Б. Сметана. До 1860-х років Дворжаком були складені ряд камерних і симфонічних творів — струнний квінтет, струнний квартет, симфонії до мінор «Злонницькі дзвони» та сі-бемоль мажор, а також і створення першої опери — «Альфред», завершеної у 1870 році.

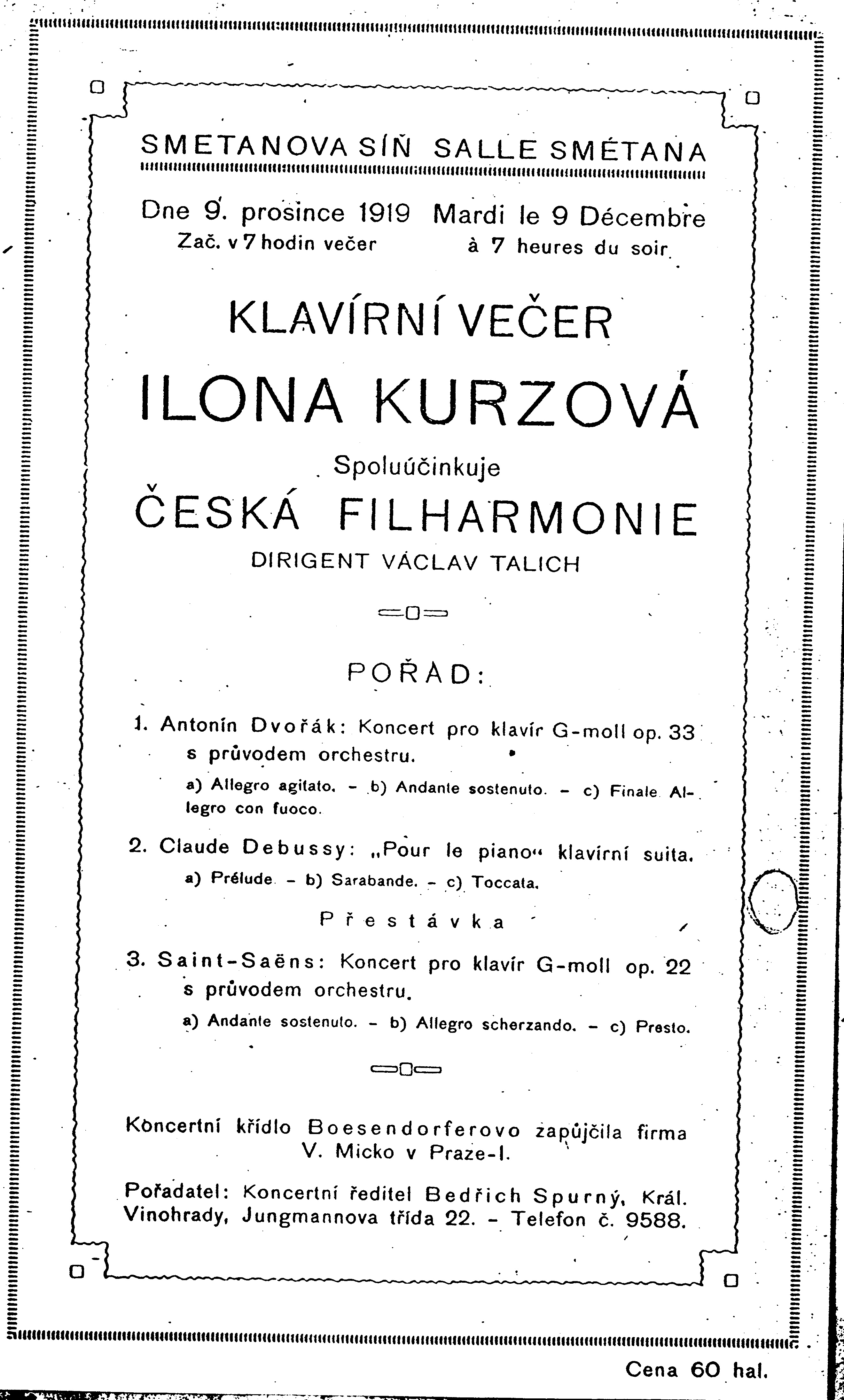
Афіша прем'єри фортепіанного концерту Дворжака op.33

У 1871 році Дворжак залишає роботу в оркестрі і присвячує себе цілковито композиторській роботі. В цьому ж році відбулося перше публічне виконання вокальних творів Дворжака, а наступного , 1872 року — виконання щойно завершеної опери «Король і вугляр» під керуванням Б. Сметани та фортепіанного квінтету.
У 1873 році А. Дворжак одружився з А. Чермаковою, хористкою Тимчасового театру, з якою вони за 31 рік перебування у шлюбі виховали дев'ятеро дітей. Матеріальна скрута примушує Дворжака займатися приватною педагогічною діяльністю, а також працювати органістом у храмі св. Войтеха. Проте в ці роки творчість Дворжака поступово завойовує визнання — у 1874 була здійснена прем'єра симфонії сі-бемоль мажор і другої редакції опери «Король і вугляр», у 1876 — опери «Ванда».
У 1875 році завдяки сприянню Й. Брамса та музичного критика Едуарда Гансліка Дворжаку вдалося одержати державну стипендію (400 золотих в австрійській валюті на рік), яка значно поліпшила його матеріальне становище і дозволила зосередитись на творчій діяльності. Й. Брамс допоміг молодому композиторові і в публікації його творів у відомого віденського видавця Фріца Зімрока. Перша збірка «Слов'янських танців», опублікована у 1878 році, одразу ж стала популярною. У ці роки Дворжак уже був автором багатьох творів — симфоній, опер, концертів, камерних інструментальних і вокальних творів. Він брав участь у багатьох подіях громадського життя Праги, зближується з передовими діячами чеської інтелігенції.

### Міжнародне визнання

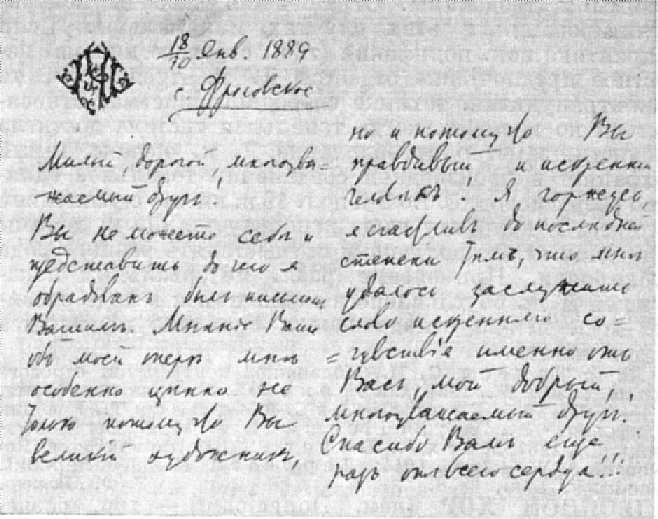
Лист П. І. Чайковського А. Дворжаку, січень 1889

У 1880-і роки Дворжак розпочинає гастрольну діяльність як диригент-виконавець власних творів. У 1883 він здійснює поїздку до Гамбурга, де відбулася постановка його опери «Хитрий селянин». У 1884 він здійснює свою першу з дев'яти поїздок в Англію, де він виступає як піаніст і як диригент. Його симфонія № 7 була написана спеціально для британської столиці, де відбулась її прем'єра у 1885 році. Піаністкою у нього працювала видатна чеська театральна актриса Гана Квапілова.
У 1891 р. за виконання симфонії № 8 та Stabat mater у Кембриджському університеті отримав звання доктора наук.
В 1888 році в Празі відбувається знайомство Дворжака з П. І. Чайковським, що приїжджав у Прагу. Це знайомство сприяло поїздці Дворжака в Росію; в 1890 році він диригував у Москві й Петербурзі концертами зі своїх творів. З 1891 року Дворжак веде педагогічну роботу в Празькій консерваторії.
В 1892–1895 роках Дворжак живе в США, де очолює Національну консерваторію в Нью-Йорку. Він дає авторські концерти у Бостоні, виступає на всесвітній виставці у Чикаго. Значний успіх в США мала його 9-а симфонія — «З Нового Світу», написана протягом зими-весни 1893-го, в основу якої лягли інтонації народних негритянських й індійських мотивів. Особливу популярність серед американців ця симфонія дістала й тому, що вона стала першим зі значних симфонічних творів, в яких були використані американські народні мотиви. Влітку 1893 року гостює у чеської громади у Спіллвіллі (штат Айова). Тут, в оточенні родичів й земляків в еміграції, він створює 2 струнних квартети й сонатину для фортепіано зі скрипкою. Матеріальна невизначеність, поряд зі зростаючою популярністю в Європі й тугою за домівкою, спонукали Дворжака повернутися до Чехії.
Після повернення на батьківщину Дворжак знову викладає в Празькій консерваторії, а в 1901 році стає її директором. В останні роки життя він продовжує інтенсивну творчу роботу; пише оперу в народному дусі «Чорт і Кача» (пост. 1899, Прага), поетичну казкову оперу «Русалка» (пост. 1901, Прага), з успіхом що йдуть і на нашій сцені, 2-й віолончельний концерт, що займає почесне місце в репертуарі віолончелістів.
Помер композитор в Празі, 1 травня 1904 року від крововиливу у мозок. Похований на Вишеградському кладовищі.

## Творчість

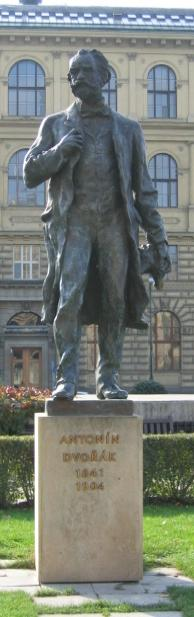
Статуя А. Дворжака у Празі

Разом із Бедржихом Сметаною, Антонін Дворжак вважається чільним представником чеської композиторської школи. Його творча спадщина охоплює різні жанри — симфонії (найвідоміша — мі мінор «З нового світу» op. 95, 1893), струнний квартет, опери (найвідоміша — «Русалка»), симфонічні поеми, пісні, меси, фортепіанні твори та інструментальні концерти, зокрема найвідоміший — віолончельний концерт сі мінор op.103, про який Й. Брамс писав наступне: «Якби знав, що віолончель здатна до таких речей, сам написав би цей концерт»
Дворжак широко використав жанрові й ритмоінтонаційні особливості чеського й моравського музичного фольклору. Риси національної самобутності виявилися в комічній опері «Король і вугляр», патріотичному гімні «Спадкоємці Білої Гори» для хору й оркестру й вокальних «Моравських дуетах»; особливо яскраво національний характер відчуємо в «Слов'янських танцях» (спочатку для фортепіано в 4 руки, пізніше для оркестру, й інших інструментів) і «Слов'янських рапсодіях».

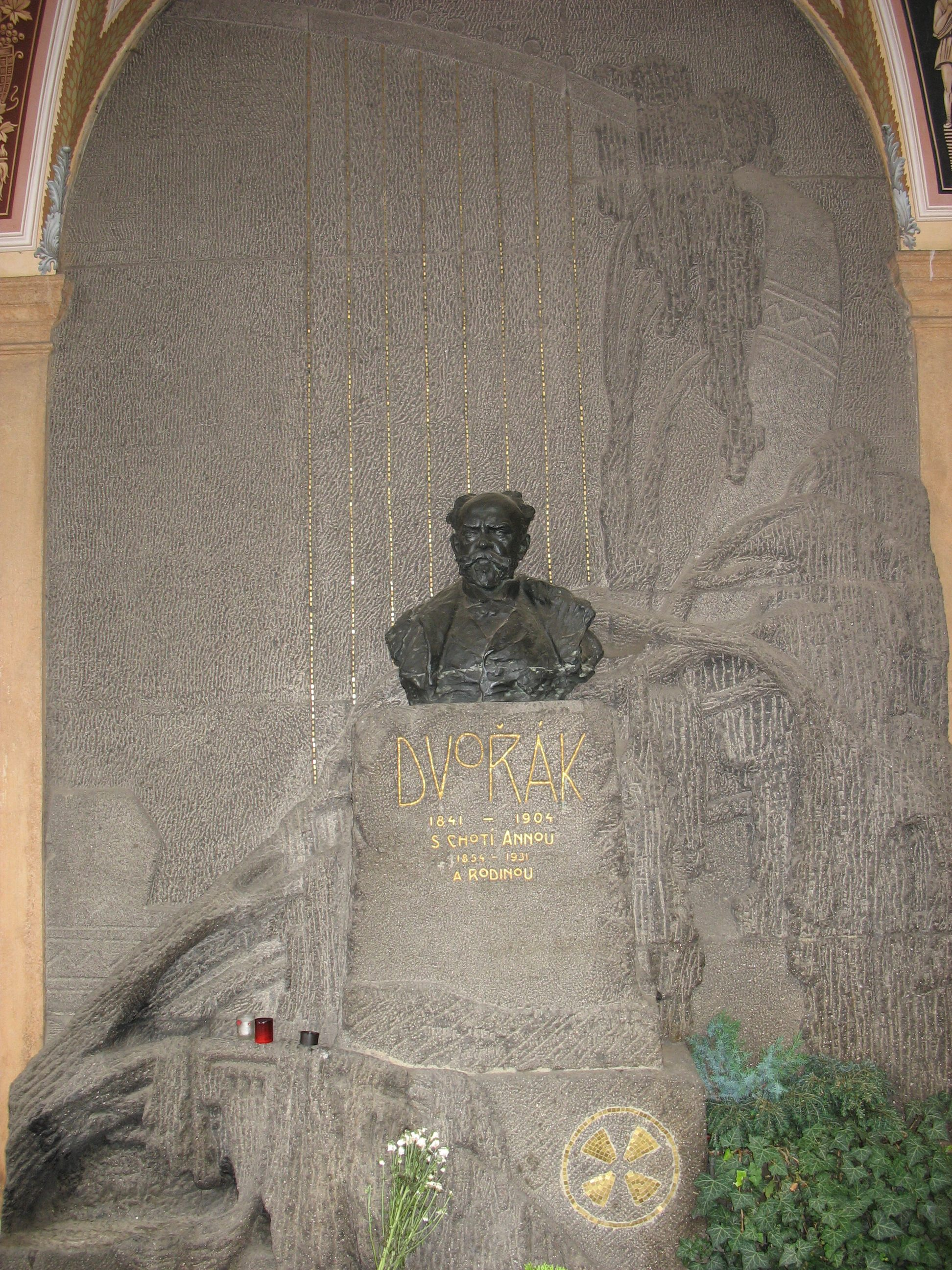
Могила А. Дворжака на Вишеградському кладовищі в Празі

Ряд творів Дворжака присвячені історичному минулому Чехії й національно-визвольних устремлінь народу; серед них — ораторія «Свята Людмила», «Гуситська увертюра», музика до спектаклів драматичного театру, у тому числі до п'єси «Йозеф Каетан Тил». Опери Дворжака поряд з операми Б. Сметани становлять основу національного музично-театрального репертуару.
Найціннішим внеском у світову музичну культуру є симфонії Дворжака, що заклали фундамент національного симфонізму, концерт для віолончелі з оркестром і камерно-інструментальні твори (тріо «Думки»). Багато творів Дворжака приваблюють життєрадісністю, теплим ліризмом, м'яким гумором, відбивають картини чеської природи й побуту. Своєрідний світ чеських казок і легенд розкривається в симфонічних поемах «Водяний», «Напівзоряниця» й ін.
У Празі працюють товариство та музей його імені (з 1932). У Нелагозевесі в будинку, де народився Дворжак, також відкритий музей. Ім'я Дворжака носить один із празьких квартетів.

## Вшанування
У 1950-х роках у Чехословаччині було видане повне зібрання творів Дворжака (гол редактор О. Шоурек, з 1956- Ф. Бартош). У Празі існує товариство Дворжака, а також його музей, музеї Дворжака були засновані й в інших містах Чехословаччини, зокрема в Нелагозевесі у будинку, де народився композитор. Ім'я Дворжака носить один із струнних квартетів Праги. Твори А. Дворжака увійшли в репертуар багатьох музичних колективів, а 9-а симфонія стала також невід'ємною частиною навчального репертуару молодих диригентів-симфоністів.

## Список творів
Спадщина Антоніна Дворжака досить велика і жанрово багатоманітна — вона налічує 120 опусів, значне місце займають оркестрові, вокально-інструментальні та музично-драматичні твори. Усі твори Дворжака були хронологічно каталогізовані Ярмілом Бургхаузером (чеськ. Jarmil Burghauser) у виданій у 1960-му в Празі книзі «Антонін Дворжак. Тематичний каталог. Бібліографія. Огляд життя і творчості». За прізвищем укладача скорочено каталоговий номер пишеться з латинською літерою B (нім. Burghauser; наприклад, Симфонія № 9 op. 95 — B.178). У музикознавстві, однак, поряд з цією нумерацією продовжують використовувати і опуси (авторська нумерація творів) — почасти за звичкою, а почасти для полегшення роботи зі старими виданнями. Найчастіше зустрічаються опуси в афішах та концертних програмах.
| - Альфред, 1870 - Король і вугляр (Král a uhlíř), 1871, 2.verze — op. 14, 1874 - Вперті (Tvrdé palice), op. 17, 1874 - Ванда (Vanda), op. 25, 1875 - Хитрий селянин (Šelma sedlák), op. 37, 1877 - Дімітрій (Dimitrij), op. 64, 1882, 2.verze — 1894 - Якобінець (Jakobín), op. 84, 1888, 1897 (částečně přepracováno) - Чорт і Кача (Čert a Káča), op. 112, 1899 - Русалка (Rusalka), op. 114, 1900 - Арміда (Armida), op. 115, 1903 - 9 симфоній - Симфонія № 1, c-moll «Zlonické zvony», 1865 - Симфонія № 2, B-dur, op. 4, 1865 - Симфонія № 3, Es-dur, op. 10, 1873 - Симфонія № 4, d-moll, op. 13, 1874 - Симфонія № 5, F-dur, op. 76, 1875 - Симфонія № 6, D-dur, op. 60, 1880 - Симфонія № 7, d-moll, «Лондонська», op. 70, 1885 - Симфонія № 8, G-dur, op. 88, 1889 - Симфонія № 9, e-moll, «З Нового світу», op. 95, 1893. - Симфонія, «Нептун», 1893 (незакінчена) - Симфонічна поема (Рапсодія a moll), op. 14, 1874 - Симфонічні варіації для оркестру, op. 78, 1877 - Слов'янська рапсодія, op. 45 (D dur, g moll, As dur), 1878 - Чеська сюїта, op. 39, 1879 - Легенди, op. 59, 1881 - Гуситська, драматична увертюра op. 67, 1883 - Карнавал, концертна увертюра op. 92, 1891 - Scherzo capriccioso, op. 66, 1883 - Сюїта A dur, op. 98B, 1895 - Vodník, симфонічна поема за баладою К. Я. Ербена, op. 107, 1896 - Polednice, симфонічна поема за баладою К. Я. Ербена, op. 108, 1896 - Zlatý kolovrat, симфонічна поема за баладою К. Я. Ербена, op. 109, 1896 - Holoubek, симфонічна поема за баладою К. Я. Ербена, op. 110, 1896 - Богатирська пісня (Píseň bohatýrská), симфонічна поема op. 111, 1899 - Слов'янські танці op. 46 a 72 — I.řada, op. 46, 1878 - Концерт A-dur для віолончелі і фортепіано, 1865 - Романс f-moll для скрипки з оркестром, op. 11, 1873/1877 - Концерт для фортепіано з оркестром g-moll, op. 33, 1876 (revize 1919) - Концерт для скрипки з оркестром a-moll, op. 53, 1879 (revize 1880) - Концерт для віолончелі з оркестром h-moll, op. 104, 1895 | - Гімн Спадкоємці Білої гори, op. 30, 1872 (редакція 1880 і 1885) - Stabat mater, op. 58, 1877 - Псалом 149, op. 79, 1879 (1887 přepracováno pro smíšený sbor a orchestr) - Весільні сорочки, op. 69, 1884 - Свята Людмила, op. 71, 1886 - Меса D dur, op. 86, 1887 (verze s varhanním doprovodem), 1892 (з оркестром) - Реквієм b-moll, op. 89, 1890 - Te Deum, op. 103, 1892 - Струнний квінтет G-dur, op. 77, 1875 - Фортепіанний квінтет A-dur, op. 81, 1887 - Струнний квінтет Es-dur, op. 97, 1893 - Струнний квартет Es-dur «Слов'янський», op. 51, 1879 - Струнний квартет F-dur «Американський», op. 96, 1893 - Струнний квартет As-dur, op. 105, 1895 - Силуети, op. 8, 1879** Мазурки, op. 56, 1880 - Dumka a furiant, op. 12, 1884 - Poetické nálady, op. 85, 1889 - Сюїта A dur, op. 98, 1894 (později též orchestrální verze) - Гуморкески, op. 101 (nejznámější č.7 Ges dur) - Слов'янські танці, op. 46 — I.řada, 1878 - Слов'янські танці, op. 72 — II. řada, 1886 - Легенди, op. 59, 1881 - Чотири пісні, op. 82, 1888 (ч.1 Kéž duch můj sám) - Любовні пісні, op.83, 1888 (ч.2 V tak mnohém srdci mrtvo jest) - Біблійні пісні, op. 99, 1894 - Ave Maria, op. 19B, 1877 - Ave Maris Stella, op. 19B, 1879 - Моравські дуети, op. 20 (сопрано, тенор + фортепіано), 1875 - Моравські дуети, op. 29, 32 (сопрано, альт + фортепіано), 1876 - Моравські дуети, op. 38 (сопрано, альт + фортепіано), 1877 - Чеські народні пісні, op. 41, 1877 - Слов'янські народні пісні, op. 43, 1878 - П'ять романсів на литовські народні тексти, op. 27, 1878 - Чотири романси, op. 29, 1876 - На природі, op. 63, 1882 Здійснив обробки українських народних пісень «Ой у полі вишня» і «Ой кряче, кряче та й чорненький ворон». |

### Видані в українському перекладі
- Дворжак А. Три циганські пісні: Для голосу і ф-но /Укр. пер. Б.Тена,- К.: Мистецтво, [Б.р.].- 13 с.- Літ. текст: укр., рос.
  - Дворжак А. Дзвонистий трензель //Дворжак А. Три циганські пісні: Для голосу і ф-но /Укр. пер. Б.Тена,- К.: Мистецтво, [Б.р.].- С. 10-13.- Літ. текст: укр.,рос.
  - Дворжак А. Згадую //Дворжак А. Три циганські пісні: Для голосу і ф-но. /Укр. пер. Б.Тена. — К.: Мистецтво, [Б.р.]. С. 3-5. — Літ. текст: укр., рос.

опубліковані онлайн
- «В серцях буває мертво так» [Архівовано 25 вересня 2017 у Wayback Machine.] (V tak mnohém srdci mrtvo jest з циклу «Любовні пісні», Písně milostné)